# Vérossaz
Vérossaz est une commune suisse du canton du Valais située dans le district de Saint-Maurice.

## Géographie
La commune se trouve dans le Chablais valaisan, sur un plateau au-dessus de Saint-Maurice. Elle est constituée des hameaux des Haussex (son noyau principal), des Bassex, de La Doey, de Chavanne et de Vésenaud.
D'une superficie de 14,28 km2, son territoire s'étend notamment jusqu'à la dent de Valerette  (2 059 mètres d'altitude) et à la Cime de l'Est (3 179 mètres d'altitude) des Dents du Midi. Lors du relevé de 2013-2018, les surfaces d'habitations et d'infrastructures représentaient 3,2 % de sa superficie, les surfaces agricoles 25,1 %, les surfaces boisées 46,6 % et les surfaces improductives 25,5 %.

## Toponymie
Le nom de la commune dérive du substantif francoprovençal verossa, warossa ou ourossa, lui-même vraisemblablement d'origine gauloise. Il signifie aulne de montagne. La première occurrence attestée dans un texte, Verolsa, remonte à 1046.
Le z final ne sert qu'à marquer le paroxytonisme et ne se prononce pas.
La commune se nomme Vèroffa en patois valaisan.

## Histoire
L’histoire de Vérossaz est restée très mal connue jusqu’à récemment, reposant essentiellement sur deux notices historiques réalisées l’une en 1922 par le chanoine Paul Gaist, curé de Vérossaz, et l’autre en 1933 par Jules-Bernard Bertrand. Elle s’est quelque peu étoffée depuis la fin des années 1990 grâce à la publication de deux livres (Vérossaz mon village et Vérossaz, ma paroisse) et un mémoire de licence universitaire (Le territoire de Vérossaz à la fin du Moyen Âge). À l'occasion des festivités accompagnant le bicentenaire de l'indépendance de la commune en 2022, un ouvrage retraçant l'histoire de Vérossaz est publié.

### Origines et peuplement
La tradition a longtemps voulu faire remonter les origines du peuplement de Vérossaz aux périodes les plus anciennes de l’Âge du bronze et de l’époque celtique, mais l’étude des divers témoignages ne permet malheureusement pas de faire remonter l’occupation du plateau de Vérossaz à la Préhistoire, ni même à l’Antiquité, malgré la proximité en plaine des sites de Tranaiae (Massongex) et Acaunum (Saint-Maurice). La seule certitude liée à ces époques très anciennes est l’origine celtique du nom Vérossaz désignant un lieu planté de vernes.
Une autre tradition locale place les plus anciens villages de Vérossaz à l’écart des hameaux actuels, aux lieux-dits de Vers-chez-Borré et au Châble sans autres précisions d’ordre chronologique. L’étude des documents d’archives permet de nuancer et préciser la question de l’histoire de l’occupation et de l’organisation de l’habitat à Vérossaz. Le peuplement du plateau de Vérossaz est à mettre en relation avec le grand essor des campagnes médiévales aux alentours de l’An Mil et les plus anciens habitants s’y installèrent durant la première moitié du XIe siècle (la plus ancienne mention du nom Vérossaz date de 1046 sous la forme Verolsa). S’il est encore difficile de préciser la chronologie de l’occupation du plateau de Vérossaz, il est possible d’en dessiner les principaux contours à partir du XIVe siècle. Trois villages se situaient aux Hautsex, aux Bassex et à La Doey, ailleurs l’habitat était des plus dispersés (Chavannes, Vésenaud, Chétillon, le Chable, …) avant l’épidémie de peste noire qui touche la communauté en 1349. La forte mortalité a probablement dépeuplé certains hameaux ce qui a conduit à un resserrement de l’habitat à la fin du Moyen Âge et à l’abandon de certains lieux anciennement habités, dont la région du Châble et de Chétillion.

### Organisation

#### Seigneuries au Moyen Âge
Comme Vérossaz n’était pas habité avant le XIe siècle, son territoire passa apparemment sans encombre sous l’autorité des différentes monarchies qui régnèrent sur le Chablais après la chute de l’Empire romain sans qu’on puisse en dire plus (royaume des Burgondes, royaumes mérovingiens, empire carolingien, second royaume de Bourgogne). Avec la fin du royaume de Bourgogne en 1032, il y avait principalement deux seigneurs qui se partageaient l’autorité sur Vérossaz : le comte de Savoie et l’abbé de Saint-Maurice et on peut dessiner précisément les droits de chacun à partir du XIVe siècle. Le comte, puis duc de Savoie, seigneur de la terre et des hommes, était la principale autorité à qui les gens de Vérossaz reconnaissaient devoir par année des rentes en espèce et en nature détaillées dans les reconnaissances générales, ainsi que la chevauchée sous la bannière de Saint-Maurice. Son représentant local, le châtelain de Saint-Maurice, jugeait les hommes, faisaient payer les amendes et emprisonnait si nécessaire. L’Abbaye de Saint-Maurice possédait également des droits étendus à Vérossaz (dont la dîme) et quatre de ses dignitaires y jouaient un rôle important. L’abbé était le seigneur des hommes des Hautsex et des Bassex et possédait un large patrimoine foncier, le sacristain percevait des rentes sur de nombreuses terres du Plateau, l'aumônier tenait de nombreux biens dans le "fief de La Doey" et le « recteur de la grange de Vérossaz » y gérait un domaine. D’autres nobles et institutions possédaient à certaines époques des droits sur Vérossaz, mais le manque d’études sur ces seigneuries de moindre importance ne permet que de les citer sans pouvoir être plus précis en l’état des connaissances : le chevalier Pierre de Pontvert de Villeneuve et Rodolphe de Cor de Villeneuve également (jusqu’à la fin du XIIIe siècle), la famille de Quartéry de Saint-Maurice et l’hôpital de Saint-Maurice (début du XIVe siècle) et les bourgeois de Saint-Maurice (grâce aux franchises de 1332 et 1411).

#### La communauté médiévale
À la fin du XIIIe siècle, comme ailleurs en Valais, apparaît à Vérossaz une « communauté » rurale (première mention en 1296) ayant pour but d’organiser les activités économiques et défendre les intérêts de tous face aux seigneurs et face aux autres communautés. Cette communauté donne aux gens du village (communiers) une certaine autonomie notamment par l’élection annuelle des procureurs (ou syndics, généralement au nombre de deux) et autres représentants. À la fin du Moyen Âge et au début du XVIe siècle, la « communauté des hommes de Vérossaz » apparaît principalement lors de litiges avec ses voisines de Saint-Maurice, Mex, Daviaz, Choëx et Monthey, contre certains individus peu scrupuleux, lors du contrôle des chemins et des limites et lorsque la communauté veut obtenir une certaine autonomie religieuse. Si l’unité de la communauté est indéniable, il existait une nette séparation entre les hommes du comte de Savoie et les hommes de l’abbé de Saint-Maurice. En effet, ces derniers étant beaucoup moins taxés que les gens du comte, surtout en ce qui concerne les charges militaires, de nombreuses tensions existaient entre les deux parties de la communauté.

#### Révolution et commune moderne
La communauté de Vérossaz semble avoir gardé la même autonomie sous le Gouvernement des Sept Dizains du Valais (à partir de 1476) que sous les comtes et ducs de Savoie. Reste que l’histoire de Vérossaz durant les Temps Modernes doit encore être écrite. De même, la période révolutionnaire n’a pas fait l’objet d’une étude et il est difficile d’y voir clair tant l’époque était troublée, et riche d’un point de vue historique, dans le Bas-Valais comme dans tout le canton. Il ressort néanmoins que les gens de Vérossaz furent très remuants durant la période révolutionnaire, notamment en participant à un soulèvement violent le 29 septembre 1790 à Saint-Maurice, laissant une image peu flatteuse chez les chroniqueurs de l’époque : celle du montagnard grossier et analphabète. (À noter que ces chroniqueurs appartiennent à la classe dirigeante qui refuse de perdre ses privilèges face aux paysans des campagnes). Si les hommes de Vérossaz n’étaient pas satisfaits des gouverneurs Haut-Valaisans et de leur métral (officier local) avant la Révolution de 1798, les changements successifs de Régime en Valais (sept entre 1798 et 1815) n’apportèrent pas plus de liberté sur le Plateau et au sortir de cette période, la communauté n’existait plus et les Bourgeois de Saint-Maurice tenaient les rênes de la grande commune de Saint-Maurice (la ville et les villages alentour). Ce n’est qu’après des années de contestation que Vérossaz put obtenir son autonomie communale le 27 juin 1822.

### Économie et Société à la fin du Moyen Âge
On croit facilement à un monde rural ancien immobile et réfractaire à toute évolution, pourtant l’étude des sources permet de montrer que les hommes du Moyen Âge savaient s’adapter aux conditions changeantes, qu’elles soient naturelles, sociales ou économiques. En effet, il apparaît qu’à la fin du Moyen Âge les cultures suivaient l’évolution de la qualité des sols, de la pente et de l’altitude. Le Plateau était essentiellement réservé à la céréaliculture, les zones médianes autour des hameaux avaient une production plus variée avec des champs de céréales, des prés, mais aussi des vergers, des jardins potagers et des pâturages communaux. Dans les zones plus montagneuses, les prés de fauche étaient la norme jusqu’à haute altitude, les pâturages étaient communaux et on n'y trouvait que de rares alpages privés. Il faut aussi relever que les gens de Vérossaz commencèrent dès la première moitié du XIVe siècle à transformer des champs de céréales en prés de fauche plus profitables, marquant ainsi la transition vers une économie tournée davantage vers l’élevage, bien avant l’épidémie de peste de 1349, sans pour autant abandonner la culture des céréales. À noter encore qu’au début du XVIe siècle les changements affectent principalement les communaux qui sont soit délaissés, soit vendus à des particuliers.
À Vérossaz la population n’a jamais dépassé quelques centaines d’habitants, mais elle a beaucoup évolué durant les derniers siècles du Moyen Âge, passant de 72 feux en 1313 (le maximum, soit entre 288 et 360 habitants), à 64 feux en 1346-47 ; puis, avec l’épidémie de peste de 1349, de 36 feux en 1359 à 32 feux en 1417 (le minimum, soit entre 128 et 160 habitants). À partir de ce moment, la population eut tendance à croître à nouveau. L’étude des familles de Vérossaz montre une certaine hiérarchie sociale assez souple à la fin du Moyen Âge et au début du XVIe siècle. En effet, les familles donnant des magistrats à la communauté avant la peste disparaissent, ou presque, celles qui apparaissent comme particulièrement aisées à la fin du XIVe et au début du XVe ne sont plus les familles dominantes de la première moitié du XVIe siècle. Ceci tend à montrer que les situations des différentes familles pouvaient évoluer rapidement et on ne voit pas se dessiner d’élite locale sur le long terme. Reste un fait intéressant : la permanence, avec des fortunes diverses, de certaines familles présentes à Vérossaz du XIVe siècle jusqu’à nos jours : Aymon, Barman, Deladoey, Gex, Saillen (Coutaz dès le XVe siècle, Jaquemoud, Morisod et Voeffray dès le XVIe siècle).

### Vie religieuse

#### Saint Sigismond

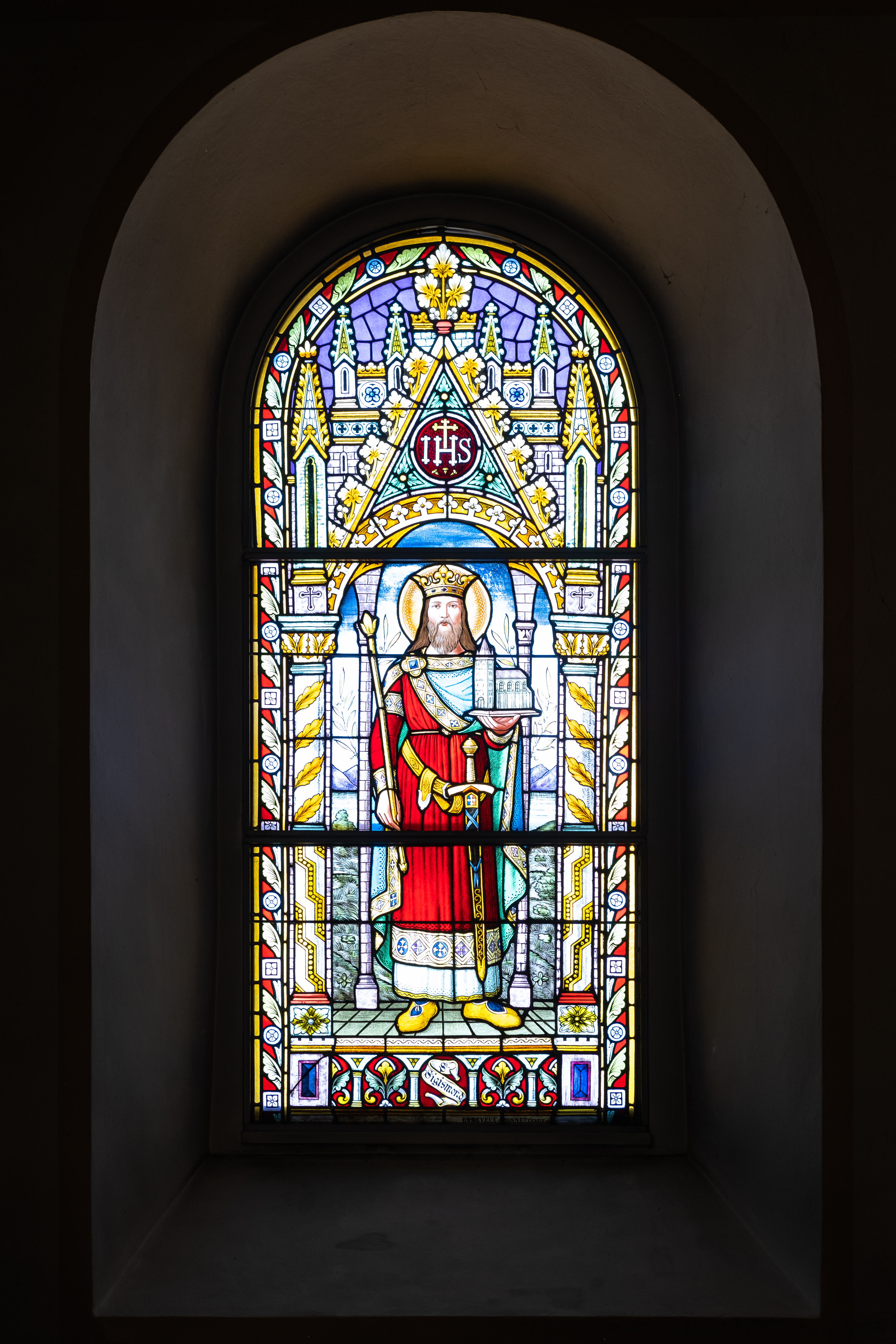
Vitrail de saint Sigismond dans le chœur de l'église paroissiale de Vérossaz.

Saint Sigismond, roi des Burgondes de 516 à 524 est surtout connu pour avoir fondé l’Abbaye de Saint-Maurice en 515. Moins connue est la tradition qui fait de Vérossaz le lieu de refuge choisi par Sigismond pour se cacher après sa défaite contre le roi des Francs Clodomir. Cette tradition reste difficile à prouver car elle repose sur un récit hagiographique de la fin du VIIe ou du début du VIIIe siècle écrit à Saint-Maurice (La passion de saint Sigismond) qui désigne par le nom de Veresalis le lieu de refuge de Sigismond. Malheureusement aucun historien contemporain des faits ne vient confirmer cette version et la proximité phonétique toute relative ne suffit pas à prouver la tradition. Pourtant, les indices en faveur de la venue de Sigismond à Vérossaz en 523 existent. En effet, Grégoire de Tours affirme que Sigismond se réfugia « dans la montagne de Saint-Maurice » et cela pourrait bien être à Vérossaz. De même, La passion de saint Sigismond raconte que le roi burgonde fut mené de Veresalis au monastère d’Agaune où il fut ensuite capturé. Là encore, l'apparente proximité des lieux laisse penser à Vérossaz. Même si le doute reste de mise, la tradition, elle, existe bien et son ancienneté est frappante. Elle se rencontre dans le monastère de Saint-Maurice dès la fin du VIIe ou au début du VIIIe siècle et elle était probablement connue des gens de Vérossaz dès le XIIIe siècle, assurément au début du XVe.

#### De l'oratoire du Moyen Âge à la paroisse moderne
Même si un oratoire existait probablement à Vérossaz au XIIIe siècle, la vie spirituelle de la communauté s’organisait au sein de la grande paroisse Saint Sigismond de Saint-Maurice, comprenant, en plus de la Ville et Vérossaz, les villages d’Epinassey, Evionnaz, Mex, Arbigon (Collonges), Alesse, Dorénaz et Morcles. Cela signifie que les villageois devaient se rendre à Saint-Maurice pour assister à la messe, pour y recevoir le baptême, se marier et y être enterré. On comprend que les gens de Vérossaz aient cherché à obtenir plus d'autonomie en matière religieuse, et ils durent faire preuve de patience. Les premières étapes remontent à la fin du XVe siècle. En effet, en 1465, les villageois construisirent une chapelle sur les ruines de l'oratoire qui aurait servi à saint Sigismond. Cet oratoire, reconstruit durant l’abbatiat de Michel Bernardi (1438-1458) avait vu plusieurs miracles s’y produire selon les habitants du lieu. En 1485, les gens de Vérossaz fondèrent une messe hebdomadaire en l'honneur de la sainte Vierge Marie et de saint Sigismond dans leur chapelle, messe qui fut confirmée par l’évêque de Sion en 1490. La construction d’un clocher, attribut des églises paroissiales, pour y accueillir la « cloche dite de saint Théodule », patron du Valais, marque une nouvelle étape vers plus d’autonomie en 1531. Après ces quelques événements marquants, la suite fut des plus longues. Il faut attendre le XIXe siècle pour voir les dernières étapes vers l’autonomie paroissiale : en 1831 Vérossaz obtient le statut de rectorat, puis le statut de paroisse en 1847 après des années de procédure.

## Population

### Gentilés et surnom
Les habitants de la commune se nomment les Véroffiards, ou Vérofiards ou les Véroffiats. Ils sont surnommés les Bulgares.
Les habitants de la localité des Bassex se nomment les Bassérouds ; ceux de La Doëy, les Doërouds.

### Démographie

#### Évolution de la population
La commune compte 893 habitants au 31 décembre 2023 pour une densité de population de 63 hab/km2. Sur la période 2010-2023, sa population a augmenté de 52,1 % (canton : 17,0 % ; Suisse : 9,4 %).  

#### Pyramide des âges
En 2023, le taux de personnes de moins de 30 ans s'élève à 34,8 %, au-dessus de la valeur cantonale (31 %). Le taux de personnes de plus de 60 ans est quant à lui de 18,5 %, alors qu'il est de 27,5 % au niveau cantonal.
La même année, la commune compte 446 hommes pour 447 femmes, soit un taux de 49,9 % d'hommes, similaire à celui du canton (49,9 %).
| Hommes | Classe d’âge | Femmes |
| ------ | ------------ | ------ |
| 0,7    | 90 ans ou +  | 1,1    |
| 4,5    | 75 à 89 ans  | 8,3    |
| 12,6   | 60 à 74 ans  | 9,8    |
| 23,1   | 45 à 59 ans  | 19,7   |
| 25,3   | 30 à 44 ans  | 25,3   |
| 15,2   | 15 à 29 ans  | 15,2   |
| 18,6   | - de 14 ans  | 20,6   |

| Hommes | Classe d’âge | Femmes |
| ------ | ------------ | ------ |
| 0,6    | 90 ans ou +  | 1,3    |
| 8,0    | 75 à 89 ans  | 10,1   |
| 17,1   | 60 à 74 ans  | 17,9   |
| 21,0   | 45 à 59 ans  | 20,7   |
| 21,3   | 30 à 44 ans  | 20,1   |
| 17,3   | 15 à 29 ans  | 16,0   |
| 14,7   | - de 14 ans  | 14,0   |

## Culture et patrimoine

### Pierre druidique et grotte à saint Sigismond

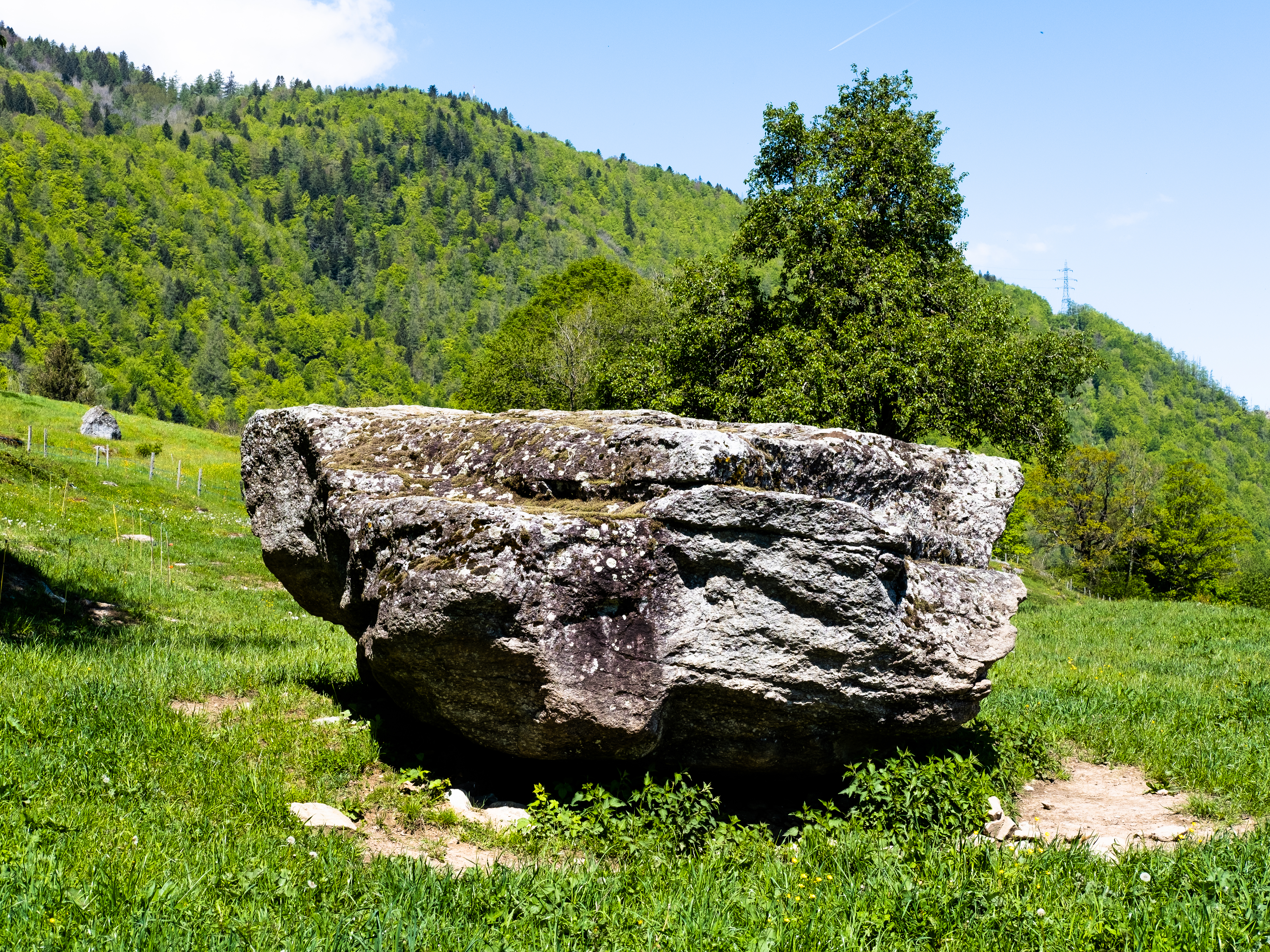
La pierre druidique de Combrevoux.

Certains lieux particuliers de Vérossaz sont attachés à l’histoire légendaire de la commune. C’est le cas d’un gros bloc de pierre situé au nord du Plateau appelé « la pierre druidique de Combrevoux ». On raconte que cette pierre était utilisée par les druides pour y pratiquer des sacrifices sanglants. Il existerait d’autres pierres de ce genre à Vérossaz, mais elles ne sont pas localisées. « La grotte à saint Sigismond » est un autre lieu singulier, située dans les gorges du torrent du Mauvoisin, sous le terrain de football, elle est un pur produit de la tradition orale. Le roi Sigismond s’y serait réfugié durant son exil dans le désert de Vérossaz.

### Patrimoine bâti

#### Église paroissiale Sainte-Marguerite

L'église Sainte-Marguerite de Vérossaz.

En 1837-1838, cette paroissiale a remplacé un sanctuaire de 1465 à l'emplacement d'un oratoire élevé en l'honneur de Saint-Sigismond. Elle a été transformée en 1916-1917 et en 1943-1945 par l'ajout d'un porche. Restaurée en 1975 et 1990-1992. Cette église de plan cruciforme, avec un chœur à abside, comporte, à côté de l'entrée, un clocher construit en 1531 et surélevé en 1875, avec flèche octogonale en pierre. A l'intérieur, la nef est rythmée de pilastres toscans supportant un entablement et une voûte en berceau à lunettes. Dans le chœur, peintures murales d'Eric Hermès, 1916. Fonts baptismaux à vasque et socle en pierre, vers 1847, couvercle en noyer de 1968. Vitraux d'Enneveux et Bonnet, 1902, d'Eric Hermès, 1916 et d'Albert Chavaz, 1950.

#### Fortifications de Saint-Maurice sur le Plateau de Vérossaz
Le défilé de Saint-Maurice fut, dès l’entrée du canton du Valais dans la Confédération suisse en 1815, considéré par les autorités confédérées comme un point stratégique de première importance et fut fortifié pour protéger la route du Simplon à partir des années 1820. Chargé de la construction des fortifications du défilé, Guillaume Henri Dufour, le futur commandant des troupes fédérales lors de la Guerre du Sonderbund et premier général de l'armée fédérale, disait que Vérossaz, intégrée aux Fortifications Dufour, était « la clef de toute la défense de Saint-Maurice » et fit procéder à la construction d’une redoute sur le Plateau pouvant accueillir deux cents soldats et deux pièces d’artilleries. Au XXe siècle, durant la période de la Seconde Guerre mondiale et la Guerre Froide, les fortifications de Saint-Maurice se développèrent et le Plateau de Vérossaz accueillit de nouveaux édifices défensifs. Aujourd’hui désaffectées, des fortifications de Vérossaz ont été transformées en observatoire astronomique (ouvrage de télémètres DCA), ont servi de bar souterrain à la troupe de théâtre villageoise (caserne de la batterie DCA) ou ont été simplement abandonnées à la nature.

### Héraldique
| Blason | Blasonnement : « Ecartelé : aux 1 et 4 de gueules à la croix tréflée d'argent, aux 2 et 3 de sable à la couronne antique d'or. » |

Les armoiries de Vérossaz sont utilisées depuis 1922 et officialisées en 1934. La croix est une référence à l'abbaye de Saint-Maurice et la couronne rappelle saint Sigismond.

### Fonds d'archives
- Fonds : Vérossaz, Commune (1178-1974) [6,60 mètres].  Cote : CH AEV, AC Vérossaz. Sion : Archives de l'État du Valais (présentation en ligne).